# Leichtathletik-Weltmeisterschaften 1995/Speerwurf der Frauen

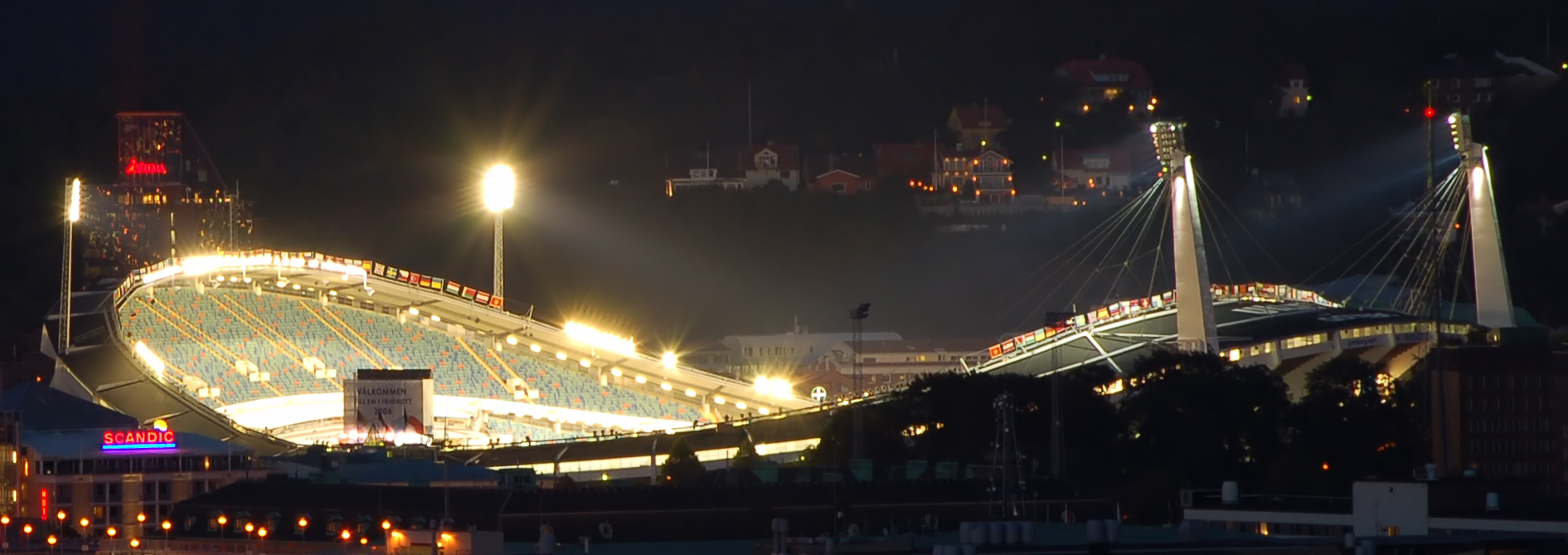
Das Göteborger Ullevi-Stadion im Jahr 2006

Der Speerwurf der Frauen bei den Leichtathletik-Weltmeisterschaften 1995 wurde am 6. und 8. August 1995 im Göteborger Ullevi-Stadion ausgetragen.
Weltmeisterin wurde die belarussische Olympiazweite von 1992 und WM-Dritte von 1993 Natallja Schykalenka. Sie gewann vor der rumänischen EM-Dritten von 1994 Felicia Țilea. Bronze ging an die Finnin Mikaela Ingberg.

## Bestehende Rekorde
| Weltrekord               | 80,00 m | Petra Felke      | Potsdam, DDR (heute Deutschland) | 9. September 1988 |
| Weltmeisterschaftsrekord | 76,64 m | Fatima Whitbread | WM 1987 in Rom, Italien          | 6. September 1987 |

Der bestehende WM-Rekord wurde bei diesen Weltmeisterschaften nicht eingestellt und nicht verbessert.

## Qualifikation
31 Teilnehmerinnen traten in zwei Gruppen zur Qualifikationsrunde an. Die Qualifikationsweite für den direkten Finaleinzug betrug 62,50 m. Drei Athletinnen übertrafen diese Marke (hellblau unterlegt). Das Finalfeld wurde mit den neun nächstplatzierten Sportlerinnen auf zwölf Werferinnen aufgefüllt (hellgrün unterlegt). So mussten schließlich 59,52 m für die Finalteilnahme erbracht werden.

### Gruppe A

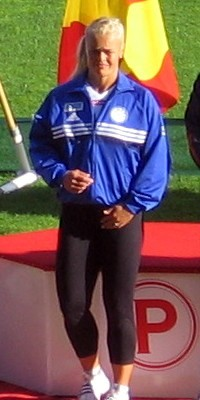
Für Taina Kolkkala reichte es mit ihren 54,38 m nicht ins Finale

6. August 1995, 9:45 Uhr
| Platz | Name                 | Nation              | Resultat (m) |
| 1     | Natallja Schykalenka | Belarus             | 65,64        |
| 2     | Tanja Damaske        | Deutschland         | 62,82        |
| 3     | Jekaterina Iwakina   | Russland            | 61,52        |
| 4     | Renata Strašek       | Slowenien           | 60,26        |
| 5     | Isel López           | Kuba                | 60,04        |
| 6     | Joanna Stone         | Australien          | 59,52        |
| 7     | Silke Renk           | Deutschland         | 58,86        |
| 8     | Kinga Zsigmond       | Ungarn              | 57,86        |
| 9     | Tang Lishuang        | Volksrepublik China | 56,98        |
| 10    | Claudia Isaila       | Rumänien            | 55,84        |
| 11    | Taina Kolkkala       | Finnland            | 54,38        |
| 12    | Rita Ramanauskaitė   | Litauen             | 54,14        |
| 13    | Donna Mayhew         | USA                 | 53,10        |
| 14    | Aysel Tas            | Türkei              | 49,20        |
| 15    | Maka Obolashvili     | Georgien            | 43,98        |

### Gruppe B

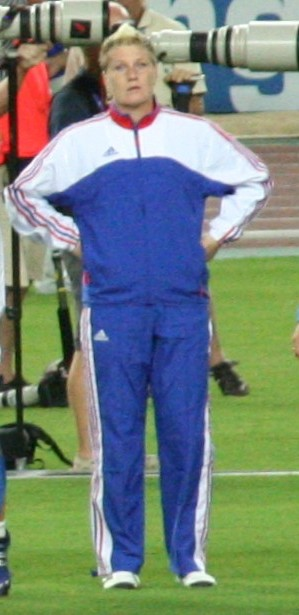
Nikola Brejchová schied mit 57,98 m in der Qualifikation aus

6. August 1995, 11:45 Uhr
| Platz | Name             | Nation      | Resultat (m) |
| 1     | Steffi Nerius    | Deutschland | 62,62        |
| 2     | Mirela Manjani   | Albanien    | 62,40        |
| 3     | Jette Jeppesen   | Dänemark    | 61,96        |
| 4     | Felicia Țilea    | Rumänien    | 61,52        |
| 5     | Mikaela Ingberg  | Finnland    | 60,72        |
| 6     | Heli Rantanen    | Finnland    | 60,34        |
| 7     | Louise McPaul    | Australien  | 59,30        |
| 8     | Laverne Eve      | Bahamas     | 58,78        |
| 9     | Xiomara Rivero   | Kuba        | 58,32        |
| 10    | Nikola Brejchová | Tschechien  | 57,98        |
| 11    | Nadine Auzeil    | Frankreich  | 56,80        |
| 12    | Oksana Makarowa  | Russland    | 56,74        |
| 13    | Nicole Carroll   | USA         | 55,32        |
| 14    | Ágnes Preisinger | Ungarn      | 54,00        |
| 15    | Kate Farrow      | Australien  | 49,24        |
| 16    | Ni Ketut Mudiani | Indonesien  | 40,92        |

## Finale
8. August 1995, 17:35 Uhr
Hinweis: Das Zeichen x zeigt einen ungültigen Versuch an.
| Platz | Name                 | Nation      | Resultat (m) | 1. Versuch (m) | 2. Versuch (m) | 3. Versuch (m) | 4. Versuch (m)                              | 5. Versuch (m)                              | 6. Versuch (m)                              |
| 1     | Natallja Schykalenka | Belarus     | 67,56        | 66,48          | 63,58          | x              | x                                           | 65,46                                       | 67,56                                       |
| 2     | Felicia Țilea        | Rumänien    | 65,22        | 62,34          | 60,98          | 59,64          | 65,22                                       | x                                           | x                                           |
| 3     | Mikaela Ingberg      | Finnland    | 65,16        | 61,82          | 59,54          | 60,12          | 65,16                                       | x                                           | x                                           |
| 4     | Heli Rantanen        | Finnland    | 65,04        | 55,44          | 59,66          | x              | 59,10                                       | 62,96                                       | 65,04                                       |
| 5     | Joanna Stone         | Australien  | 63,74        | 59,14          | x              | 61,46          | 58,50                                       | 57,80                                       | 63,74                                       |
| 6     | Tanja Damaske        | Deutschland | 62,32        | 62,32          | x              | 60,42          | x                                           | 59,64                                       | x                                           |
| 7     | Isel López           | Kuba        | 60,80        | 54,30          | x              | 60,80          | x                                           | x                                           | x                                           |
| 8     | Jekaterina Iwakina   | Russland    | 59,82        | 59,82          | 56,06          | 58,64          | 55,28                                       | x                                           | x                                           |
| 9     | Renata Strašek       | Slowenien   | 59,10        | x              | 59,10          | x              | nicht im Finale der besten acht Werferinnen | nicht im Finale der besten acht Werferinnen | nicht im Finale der besten acht Werferinnen |
| 10    | Jette Jeppesen       | Dänemark    | 58,84        | 58,48          | x              | 58,84          | nicht im Finale der besten acht Werferinnen | nicht im Finale der besten acht Werferinnen | nicht im Finale der besten acht Werferinnen |
| 11    | Steffi Nerius        | Deutschland | 56,50        | 56,50          | 52,98          | 55,28          | nicht im Finale der besten acht Werferinnen | nicht im Finale der besten acht Werferinnen | nicht im Finale der besten acht Werferinnen |
| 12    | Mirela Manjani       | Albanien    | 55,56        | x              | 55,56          | 55,50          | nicht im Finale der besten acht Werferinnen | nicht im Finale der besten acht Werferinnen | nicht im Finale der besten acht Werferinnen |

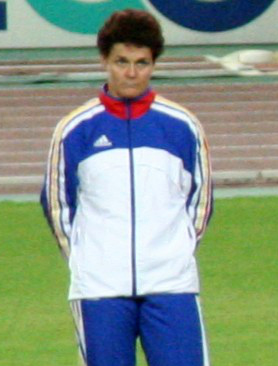
Felicia Țilea – nach EM-Bronze im Vorjahr gab es nun WM-Silber für sie
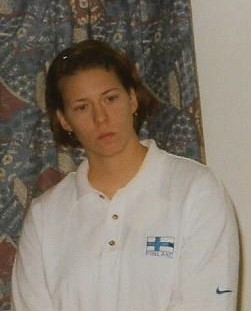
Bronzemedaillengewinnerin Mikaela Ingberg – sie errang später noch zweimal EM-Bronze (1998 und 2002)

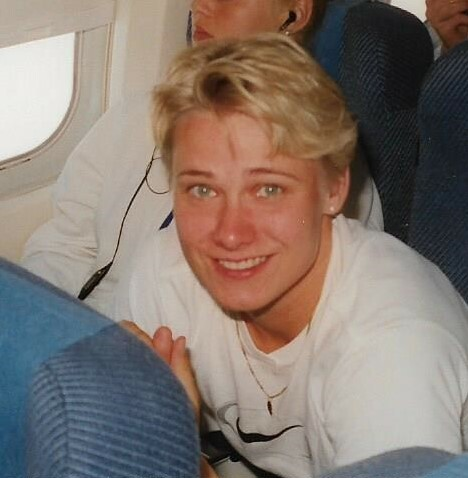
Heli Rantanen belegte Rang vier – im kommenden Jahr wurde sie Olympiasiegerin
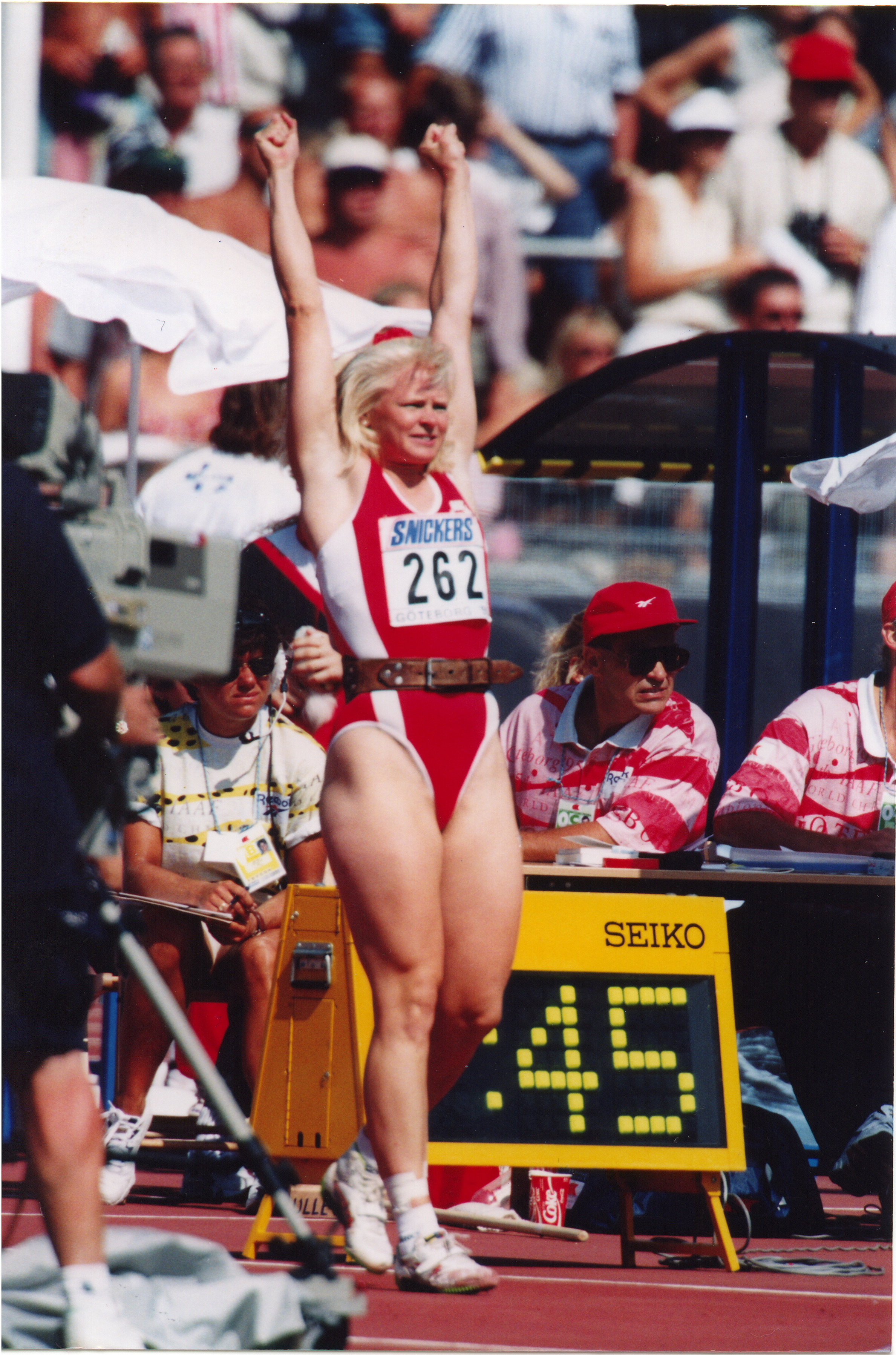
Die zehntplatzierte Jette Jeppesen
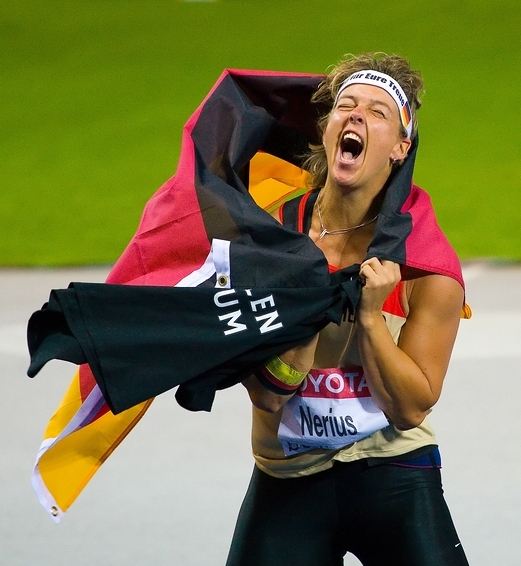
Steffi Nerius (hier bei ihrem WM-Sieg 2009) kam bei ihren zweiten Weltmeisterschaften auf den elften Platz – zahlreiche Medaillengewinne bei Großveranstaltungen lagen noch vor ihr

## Videolinks
- 901 World Track and Field 1995 Javelin Women Mikaela Ingberg auf youtube.com, abgerufen am 12. Juni 2020
- 5903 World Track and Field 1995 Javelin Women Felicia Ţilea auf youtube.com, abgerufen am 12. Juni 2020
- Women's Javelin Qualifying - 1995 IAAF World Athletics Championships auf youtube.com, abgerufen am 12. Juni 2020